# Interdelta
Interdelta är ett släkte av fjärilar. Interdelta ingår i familjen nattflyn.
Kladogram enligt Catalogue of Life:
| Interdelta | \| \| Interdelta intermedia \| \| \| \| \| \| Interdelta mediafricana \| \| \| \| |
|            | \| \| Interdelta intermedia \| \| \| \| \| \| Interdelta mediafricana \| \| \| \| |
|            | Interdelta intermedia                                                             |
|            |                                                                                   |
|            | Interdelta mediafricana                                                           |
|            |                                                                                   |